# خشتک

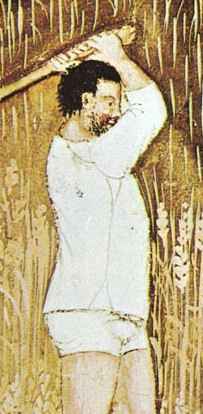
خشتک پیراهن در اواخر قرون در درزهای شانه، زیر بغل

در خیاطی، خشتک تکه پارچه مثلثی یا لوزی شکل -خشت‌شکل- است که برای افزودن پهنا یا کاهش تنش ناشی از لباس‌های تنگ، در قسمت درز لباس دوخته می‌شود. خشتک‌ها در شانه، زیر بغل و بین پاها در لباس‌های سنتی استفاده می‌شدند. که در صورتی که در پیراهن استفاده شود به ان خشتک پیراهن و اگر در شلوار استفاده شود به آن خشتک شلوار می‌گویند.
در لباس‌های معاصر هم مثل ساپورت و جوراب‌شلواری برای اضافه کردن وسعت در درز فاق هم از خشتک استفاده می‌شود. مانند دیگر لباس‌های زیر، این خشتک‌ها اغلب از پارچه‌هایی که هوا را از خود عبور می‌دهند و رطوبت گیر هستند مانند پنبه ساخته می‌شوند تا ناحیه تناسلی را خشک و تهویه کنند.
از خشتک در ساخت کیف‌های سه تکه نیز استفاده می‌شود.